# Heart's All Gone
Heart's All Gone è la quinta traccia estratta dall'album Neighborhoods della band californiana blink-182.
Il brano è stato suonato per oltre un mese nell'Honda Civic Tour (assieme ad altre canzoni provenienti da Neighborhoods come Up All Night, Ghost on the Dance Floor e After Midnight) e pubblicata dai blink sul web nell'agosto 2011, un mese prima rispetto al CD. Nel video, pubblicato su YouTube il 28 settembre 2011 (oltre un mese dopo l'uscita del pezzo in rete), si vede appunto il gruppo esibirsi ad un concerto live ad Atlanta, Georgia.
Il brano, che si apre con un breve assolo di batteria accompagnata poi dal suono della chitarra, è interamente cantato dal bassista dei blink, Mark Hoppus. A differenza di altri brani contenuti in Neighborhoods, somiglianti ai lavori degli Angels & Airwaves, questo brano è più simile per sound e ritmo ad un brano dei +44, grazie in particolare alla maestranza di Travis Barker alla batteria e ad un tempo veloce.